# Carrickmacross
Carrickmacross (irisch Carraig Mhachaire Rois, dt. etwa: „Der Fels in der bewaldeten Ebene“) ist eine Stadt im County Monaghan im Osten der Republik Irland.

## Der Ort

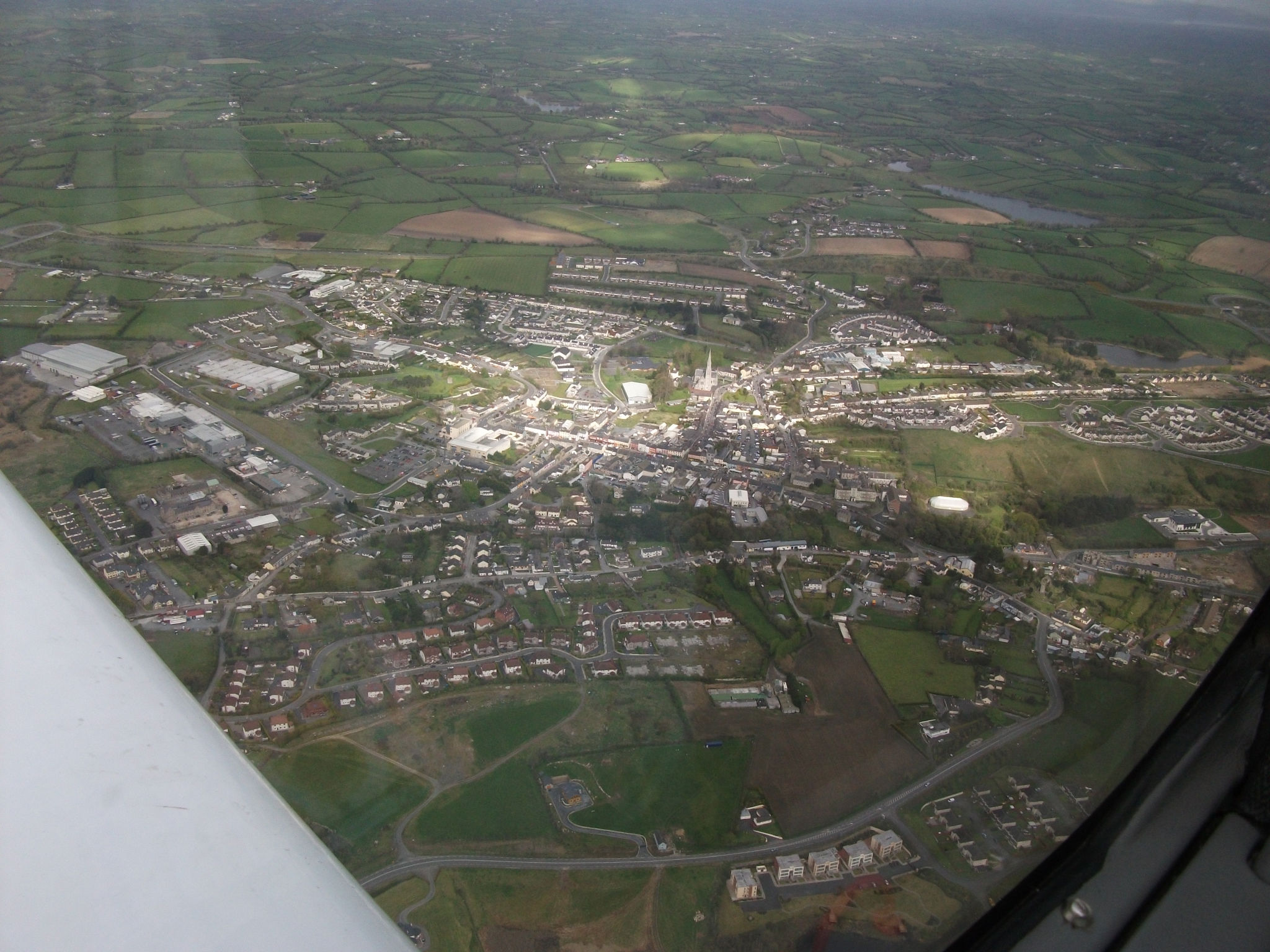
Carrickmacross

Carrickmacross ist eine kleine Marktstadt im Süden des Countys Monaghan, nahe den Countys Louth und Cavan und zur Grenze mit Nordirland, die sich um ein 1630 von einem Earl of Essex erbautes, heute nicht mehr erhaltenes Schloss herum entwickelte. Beim Census 2022 wurden in Carrickmacross und Umland 5745 Bewohner gezählt, wobei es in der Kernstadt selbst 2331 Bewohner waren. Es gibt jeweils drei Grund- und drei weiterführende Schulen in Carrickmacross. Mit Carhaix-Plouguer in der Bretagne besteht eine Städtepartnerschaft.

## Verkehr
Carrickmacross liegt etwa 18 km nordwestlich von Ardee an der Nationalstraße N2 von Dublin nach Monaghan Town. Dundalk an der irischen Ostküste ist in Luftlinie etwa 20 km entfernt. An den Schienenverkehr in Irland ist der Ort seit 1960 nicht mehr angeschlossen.

## Persönlichkeiten
- Monica Barnes (1936–2018), Politikerin
- Ardal O’Hanlon (* 1965), Schauspieler, Komiker und Autor